# Hyōgo-ku (Kōbe)
Hyōgo-ku (jap. 兵庫区) ist ein Stadtbezirk (ku) von Kōbe. Er ist 14,54 km² groß und mit etwas über 100.000 Einwohnern, der zweitkleinste der neun Stadtbezirke. Die mit knapp 7400 Einwohnern pro km² dritthöchste Bevölkerungsdichte unterstreicht aber seinen Innenstadtcharakter direkt westlich des zentralen Bezirks Chūō-ku.

## Namensgebung
Das alte Fischerdorf Hyōgo im heutigen Bezirk bildete in der Meiji-Zeit zusammen mit der im Osten Sannomiyas gelegenen damaligen Tempelanlage Kōbe den Ausgangspunkt für die Gründung der Außenhandels- und Hafenstadt Kōbe. Sowohl der Stadtbezirk, als auch die neu gegründete Präfektur Hyōgo übernahmen den Namen des Fischerdorfes.

## Geografie
Hyōgo hat wenig bergiges, kaum besiedeltes Hinterland und besteht hauptsächlich aus innerstädtischem Wohn- und Geschäftsgebiet mit ausgedehnten Industrie- und Hafenanlagen an der Meerseite. Dort finden sich unter anderem große Werke von Mitsubishi Heavy Industries (Schiffbau) und Kawasaki Heavy Industries.

## Verkehr
Hyōgo ist durch die Eisenbahnlinien JR West JR Kōbe-Linie als Streckenabschnitt der San’yō-Hauptlinie, Wadamisaki-Linie, Kōbe Kōsoku Tetsudō Tōzai-Linie, Namboku-Linie, Shintetsu Arima-Linie, die Seishin-Yamate-Linie und Kaigan-Linie der U-Bahn Kōbe, sowie durch die Hanshin-Autobahn gut erschlossen.
Wie alle Gebiete südlich des Bergrückens hinter nördlich der Innenstadt erlitt auch Hyōgo durch Erdbeben von Kōbe 1995 große Schäden.

## Sehenswürdigkeiten
- Die durch Sandanspülungen vom Rokkō gebildete Landzunge Wadamisaki des Hafengebietes in die Bucht von Osaka. Innerhalb des Werksgeländes von Mitsubishi errichtete die Firma 1863 eine befestigte Batterie, die heute unter Denkmalschutz steht.
- Das Wassermuseum der Stadt Kōbe. Das Gebäude soll den deutschen Renaissance-Stil wiedergeben und beherbergt unter anderem eine Ausstellung zum regionalen Frischwassersystem.
- Das zur Fußball-Weltmeisterschaft 2002 in Japan und Korea gebaute „Wings-Stadion“.
- Der Tempel Nōfuku-ji mit einer großen Buddha-Statue („Hyōgo-Daibutsu“).